# Nacionalismo cultural
El nacionalismo cultural es una forma de nacionalismo en que la nación es definida por una cultura compartida (heredada), por ejemplo, su tradiciones o sus instituciones.
El nacionalismo cultural ha sido descrito como una variedad de nacionalismo que no es simplemente nacionalismo liberal ni étnico. El nacionalismo cultural permite la identificación de una persona sin importar el lugar donde se encuentra. (Dentro o fuera de su país de origen). Pero a veces la identidad cultural no tiene que ver con el país donde se nació, sino que son culturas adquiridas. Como ejemplo tenemos a las personas nacidas en un país, pero sus padres son de otra nación, y ellas adquieren las costumbres de sus padres y no del país en que nacen.

## Países

### En Europa
Los nacionalismos de Quebec y Flandes han sido descritos como étnicos y culturales. Sin embargo, el nacionalismo cultural también se ha descrito como un tipo de nacionalismo con énfasis en cultura y lenguaje, especialmente en un contexto europeo.

### Hinduita
Se puede decir que las organizaciones pro-Hindutva son apoyantes del nacionalismo cultural.

### Sionismo
El sionismo (nacionalismo judío), la mayoría del cual se desarrolla alrededor de la cultura compartida de la diáspora judía en vez de fondos estrictamente étnicos (los conversos al Judaísmo que no son descendientes de judíos, aunque no son considerados parte de la diáspora judía propiamente dicho, son elegibles para migración a Israel) o estrictamente religiosos (como muchas personas de ascendencia o etnicidad no son judíos religiosamente, incluyendo los fondos de los ateas judíos), también se puede definir como una forma de nacionalismo cultural. Tales manifestaciones como el sionismo religioso (religioso) han desarrollado sólo más recientemente, y han chocado con el sionismo socialista (étnico) en el espectro político, pero son juntados primariamente por una promoción de la cultura judía, en Israel y en las comunidades de la diáspora; en la diáspora, el sionismo es promovido por organizaciones judías religiosas y seculares, aunque la promisión de Aliyá por las organizaciones seculares puede ser menor que la promoción por organizaciones judías religiosas, y pueden centrar más en la construcción de vínculos culturales e internacionales entre las comunidades de la diáspora, sus gobiernos nacionales respectivos y Israel. El sionismo cultural en particular toma una vista cultural-nacionalista porque centra en las raíces lingüísticas e históricas, y ha tenido una influencia histórica en la relación entre Israel y la diáspora judía.

## Literatura
- David Aberbach, Jewish Cultural Nationalism: Origins and Influences (El nacionalismo judío cultural: orígenes e influencias), ISBN 0-415-77348-2
- Kosaku Yoshino, 1992, Cultural Nationalism in Contemporary Japan: A Sociological Enquiry (El nacionalismo cultural en el Japón contemporáneo), ISBN 0-415-07119-4
- J. Ellen Gainor, 2001, Performing America: Cultural Nationalism in American Theater (América actuando: el nacionalismo cultural en el teatro americano), ISBN 0-472-08792-4
- G. Gordon Betts, 2002, The Twilight of Britain: Cultural Nationalism, Multiculturalism, and the Politics of Toleration (El crepúsculo del Reino Unido: el nacionalismo cultural, multiculturalismo y la política de tolerancia), ISBN 0-7658-0731-9
- Yingjie Guo, 2004, Cultural Nationalism in Contemporary China: The Search for National Identity under Reform (El nacionalismo cultural en la China contemporánea: la búsqueda de identidad nacional bajo reforma), ISBN 0-415-32264-2
- Mike Featherstone, Global Culture: Nationalism, Globalization and Modernity (La cultura global: nacionalismo, globalización y modernidad), ISBN 0-8039-8322-0
- Roy Starrs, Japanese Cultural Nationalism: At Home and in the Asia Pacific (El nacionalismo cultural japonés: en casa y en la Ásia Pacífica), Global Oriental, (2004), ISBN 1-901903-11-7